# ماکروی قرمز
ماکروی قرمز (نام علمی: Maylandia estherae) یک سیچلاید صخره زی است. این ماهی صخره ای یا مبونا بومی دریاچه مالاوی است. این گونه مانند اکثر سچلایدهای دریاچه مالاوی، دهان‌پرور است. ماده‌ها تخم‌های بارور شده را در دهان خود نگه می‌دارند و سپس در حدود ۲۱ روز بعد متولد و آزاد می‌شوند.

## پراکنش
ماکروی قرمز بومی دریاچه مالاوی است. به‌طور خاص، این گونه از ماهی‌های گرمسیری آب شیرین را می‌توان در امتداد ساحل شرقی دریاچه از ریف چیلوچا در نزدیکی متانگولا تا نارونگو یافت.

## ویژگی‌های زیستی
ماده‌ها می‌توانند تا ۱۰ سانتیمتر (۳٫۹ اینچ) و نرها تا ۱۲٫۷ سانتیمتر (۵٫۰ اینچ) رشد کنند.